# نيل إي. بويد
نيل إي. بويد (بالإنجليزية: Neal E. Boyd)‏ هو مغني أوبرا ومغني أمريكي، ولد في 18 نوفمبر 1975 في سيكستون في الولايات المتحدة، وتوفي في 10 يونيو 2018 بسبب قصور القلب.

## وصلات خارجية
- الموقع الرسمي
- نيل إي. بويد على موقع ميوزك برينز (الإنجليزية)